# Exechopalpus rufifemur
Exechopalpus rufifemur är en tvåvingeart som beskrevs av Malloch 1930. Exechopalpus rufifemur ingår i släktet Exechopalpus och familjen parasitflugor. Inga underarter finns listade i Catalogue of Life.